# Georges d'Oultremont
Le comte Georges d'Oultremont, né à La Haye aux Pays-Bas, le 4 avril 1916 et mort à Namur, le 13 avril 1993, est, durant la Seconde Guerre mondiale, un membre de la résistance et un agent du Special Air Service britannique qui effectue des missions en France et en Belgique, notamment dans le cadre des réseaux Comète et Possum. Après le débarquement de Normandie, il combat en Belgique lors de l'offensive des Ardennes, participe à la libération des Pays-Bas et poursuit en Allemagne jusqu'en mai 1945.

## Éléments biographiques
Georges d'Oultremont naît à La Haye, aux Pays-Bas, dans une grande famille noble belge, le 4 avril 1916. Il est le 4e enfant d'une fratrie qui compte huit enfants. Ses parents sont le comte Philippe d'Oultremont (1879-1959) et Marie-Thérèse Le Bègue de Germiny (1888-1965).

### Seconde Guerre mondiale

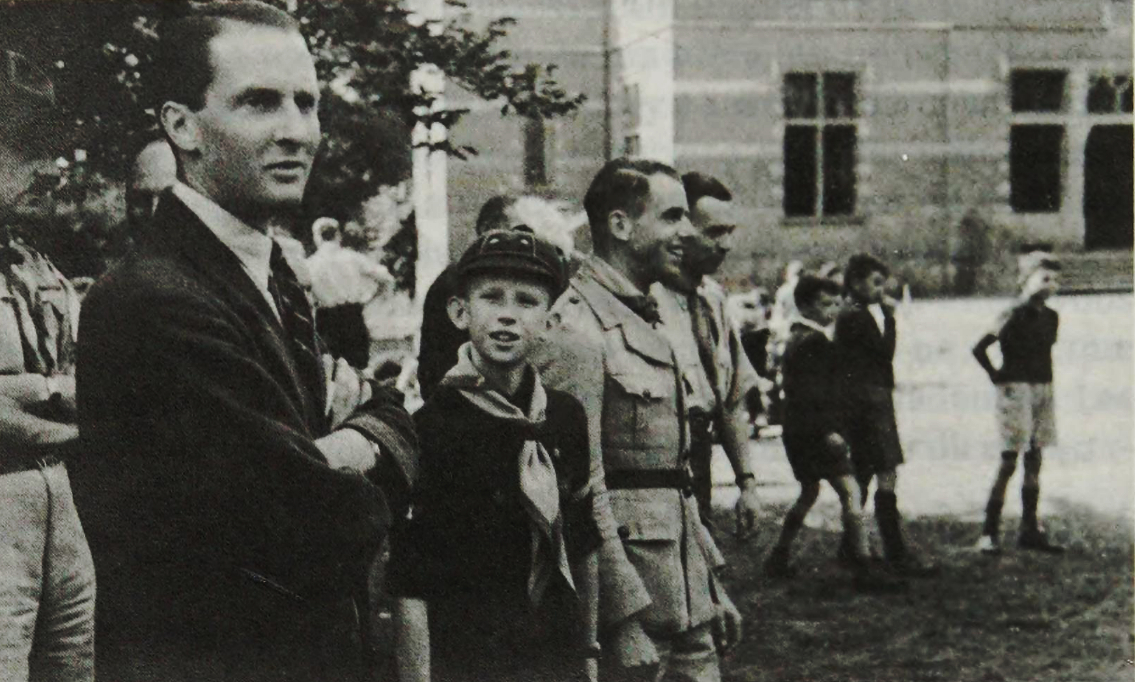
Georges d'Oultremont accueille la visite du prince Baudouin lors d'un camp AEP organisé à l'été 1942.

En 1939, Philippe d'Oultremont acquiert le château d'Oteppe où la famille s'installe. En juillet 1939, Georges d'Oultremont alors âgé de 23 ans entre à l'armée où il est candidat officier de réserve au 2e Chasseurs à Cheval. Lorsque la Belgique est envahie en mai 1940, il prend part à la campagne des 18 jours et est fait prisonnier par les Allemands le 28 mai 1940, jour de la capitulation belge mais parvient à s'évader début juillet. Début 1941, avec son ami Jean de Blommaert, ils rejoignent le Service des volontaires du travail pour la Wallonie, par la suite, Georges d'Oultremont dirige un de leurs camps à Kain,. Il quitte le mouvement en avril 1942 et s'investit alors au sein de l'Aide aux Enfants des Prisonniers de guerre (AEP) créée par le roi Léopold III en organisant notamment des camps de vacances pour les jeunes.

#### Guide international pour Comète
En février 1942, il exprime le souhait de rallier l'Angleterre, Albert Greindl, membre du Réseau Comète et frère de Jean Greindl, lui propose d'intégrer le réseau. Il accepte. Fin avril, Frédéric De Jongh est contraint à quitter la Belgique où il coordonnait le réseau. Il s'installe alors à Paris ayant placé Henri Michelli à la coordination de Bruxelles. Michelli, est arrêté six jours plus tard et Frédéric de Jongh place alors à la coordination bruxelloise, par l'entremise de sa fille Suzanne, Jean Greindl, le directeur de la cantine suédoise organisée par la Croix-Rouge pour venir en aide aux enfants démunis. Nous sommes en mai 1942.

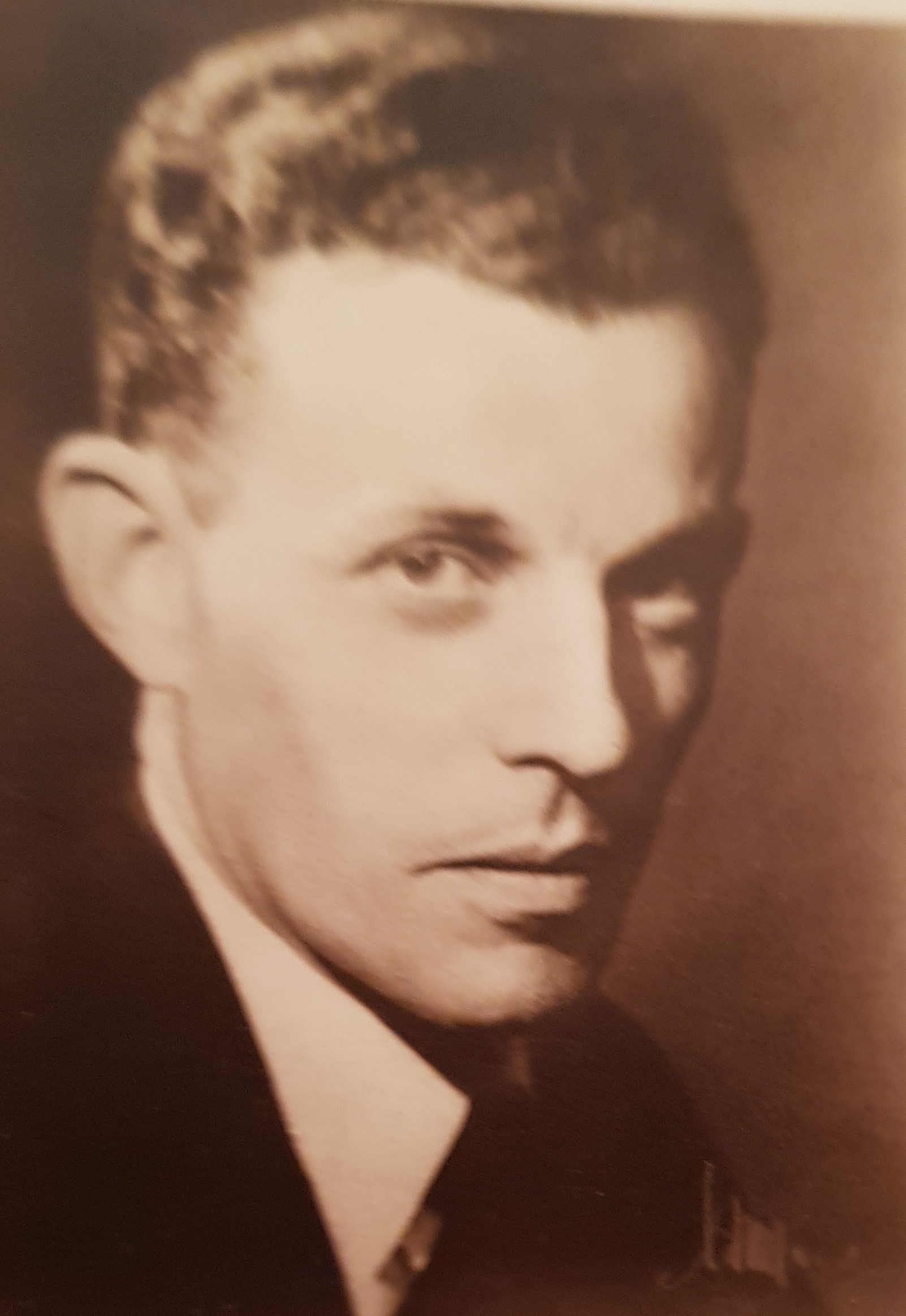
Jean Greindl alias « Némo ».

Georges d'Oultremont et son cousin Edouard ainsi que Jean Ingels s'investissent pleinement au côté de Jean Greindl et de son adjointe, Peggy Van Lier. Des missions de plus en plus dangereuses leur sont confiées jusqu'à devenir guide international pour le réseau Comète en assurant des convoyages d'aviateurs alliés de Bruxelles à Paris en août 1942, après l'arrestation de Nadine Dumon la principale guide de « Némo » à cette époque.
En août 1942, également, Jean Greindl est à la recherche d'un adjoint pour Andrée De Jongh qui pourrait la seconder et, en cas d'arrestation, de prendre le relais. Georges d'Oultremont présente alors à « Némo » son ami, Jean-François Nothomb qui devient aussitôt le bras-droit de « Dédée ».
Le réseau tourne à plein régime lorsqu'il est infiltré par deux pseudo-pilotes américains qui atteignent la safe house de la famille maréchal dont les quatre membres sont aussitôt arrêtés, emprisonnés et torturés. À la cantine, la tension est extrême. Victor Michiels se rend prudemment chez les Maréchal pour tenter de comprendre, il est attendu par la Geheime Feldpolizei, s'enfuit et est abattu en rue. À la cantine, le non-retour de Michiels plonge Jean Greindl et Peggy Van Lier dans une angoissante expectative. Cette dernière décide de se rendre chez les parents Michiels prétextant avoir à parler à la sœur de Victor. Elle aussi est appréhendée par la GFP et interrogée. Elle n'est libérée que dans la soirée et peut expliquer, enfin, la situation à Jean Greindl. La police secrète dispose de signalements concernant George d'Oultremont et son cousin, Édouard et Peggy Van Lier est désormais bien trop exposée. Jean Greindl décide de les exfiltrer tous les trois. Empruntant la ligne, ils rejoignent Paris, où ils logent deux jours chez Jean-François Nothomb rentré à Paris dans l'appartement du Trocadéro puis prennent congé de lui et de Frédéric De Jongh, atteignent Anglet où ils sont accueillis par « Tante Go », franchissent les Pyrénées le lendemain avec le passeur Florentino Goikoetxea. Après des heures de marche le long de chemins escarpés, chaussés de simples espadrilles, ils franchissent la Bidassoa glacée et tumultueuse la nuit du 6 décembre 1942. Ils prennent un bref repos avant de poursuivre pour atteindre la plaine dans la matinée du lendemain. Tous sont exténués.
Ils arrivent au consulat britannique à Bilbao puis, après une nuit de repos, ils sont conduits à Séville où ils embarquent sur un navire qui transporte des oranges dans ses cales faisant route pour Gibraltar où ils sont accueillis et hébergés par Donald Darling, « Sunday », du MI9.

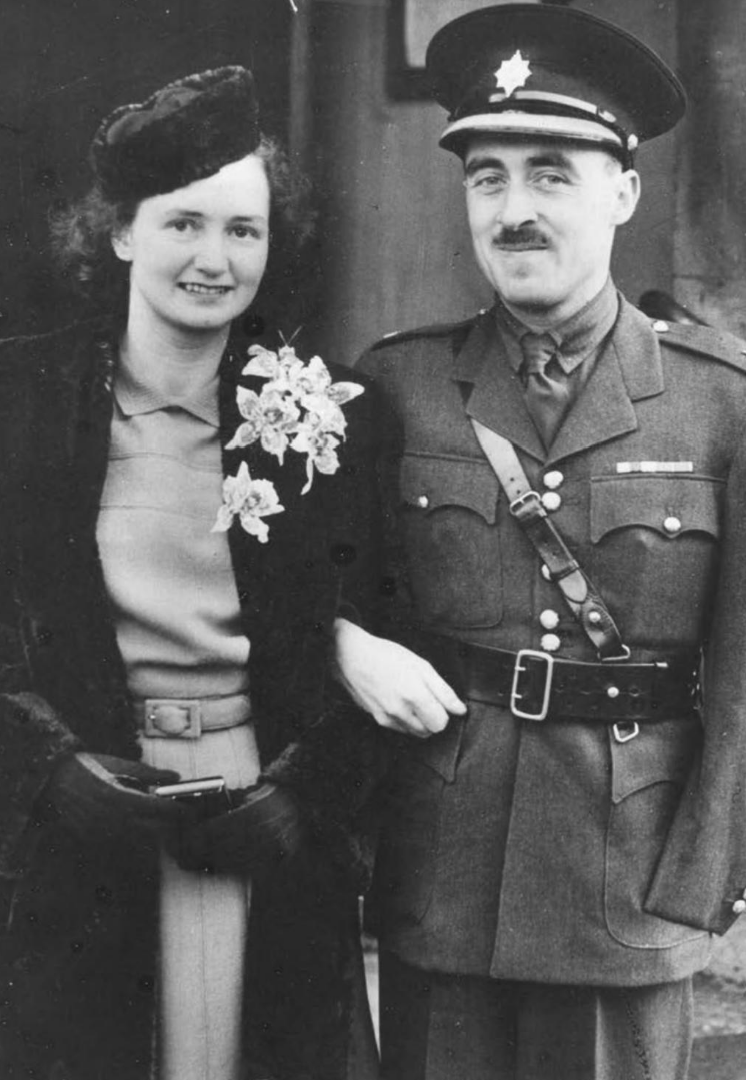
Mariage de Peggy Van Lier et James Langley à Londres en novembre 1943.

#### Angleterre
Après un court séjour à Gibraltar, ils embarquent dans un avion et atterrissent à l'aérodrome de Hendon, à 10 kilomètres au nord-ouest de Londres. Arrivés sur le sol britannique le 3 janvier 1943, ils sont accueillis par un agent du MI9 de la Room 900 qui coordonnait le réseau Comète : James Langley (en) qui n'est pas très content d'être là mais il se doit d'accueillir ces résistants avec tous les égards en l'absence de son supérieur Airey Neave, alors en voyage de noces. L'humeur maussade de Langley s'estompe vite lorsqu'il rencontre Peggy Van Lier et tombe sous son charme, ils se marieront onze mois plus tard,.
À Londres Georges d'Oultremont accompli l'inévitable passage à la Patriotic School chargée de débusquer les éventuels agents infiltrés et est libéré quelques jours plus tard et intègre, le 20 janvier 1943, les Forces belges en Grande-Bretagne (FBGB) basée à Leamington Spa. Après une formation d'environ trois mois, il est recruté par la sûreté de l'état pour le MI9 et suit un entrainement de parachutiste et obtient son brevet, à Ringway, le 3 juillet 1943.
À cette époque, son frère Théodore d'Oultremont et son ami, Jean de Blommaert, également passeur international de Comète sont exfiltrés vers l'Angleterre où ils arrivent, le 2 août 1943,.

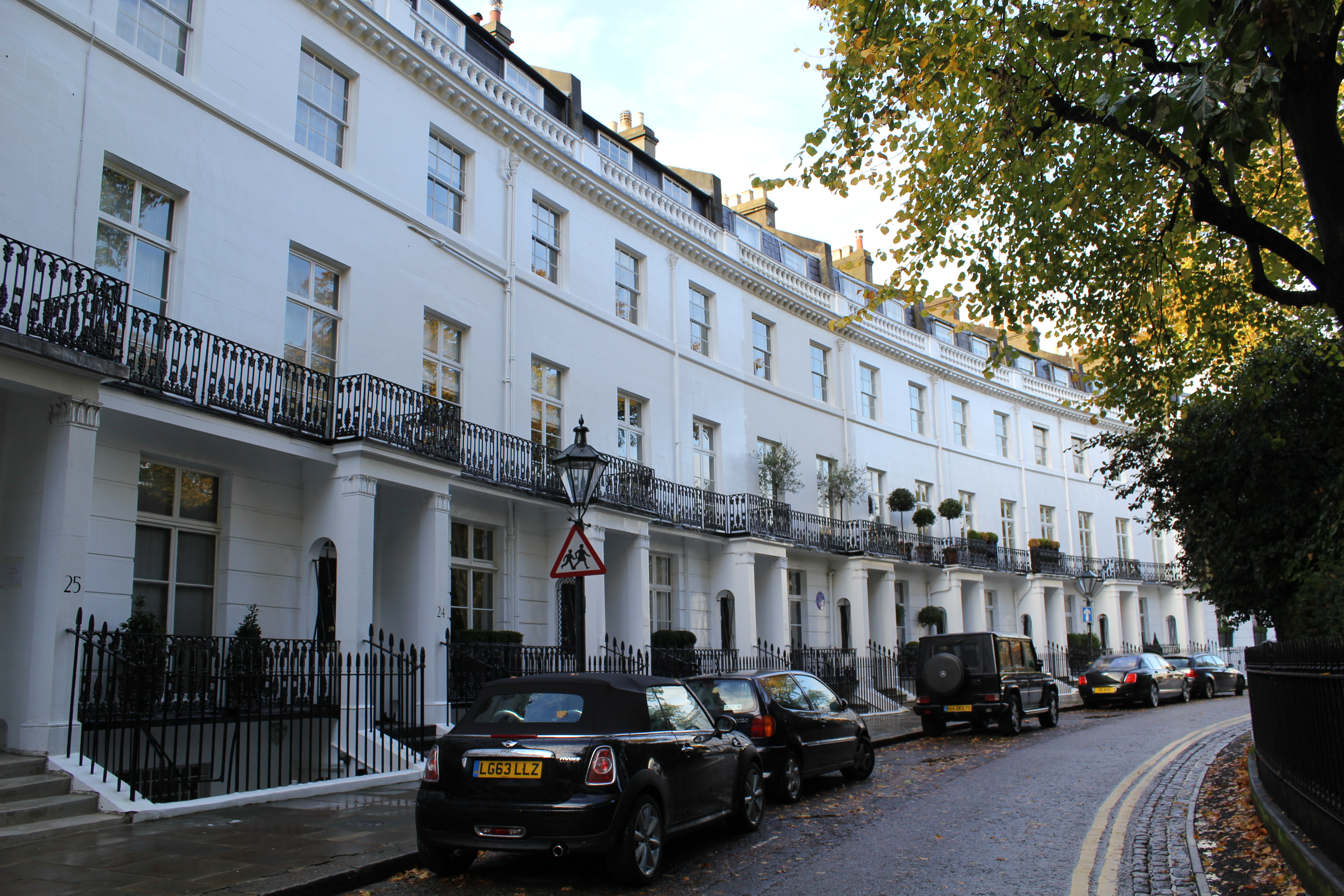
Le 22 Pelham Crescent, Fulham road
4e entrée en partant de la gauche.

Georges d'Oultremont et Jean de Blommaert logent, alors, au 22, Pelham Crescent au centre de Londres. Airey Neave qui dirige la Room 900 (IS9) du MI9 y est également fréquemment et c'est à Pelham Crescent que sont dessinés les contours d'une audacieuse opération qui prendra le nom de Mission Marathon. Mais pour l'instant, Jean de Blommaert termine sa formation de parachutiste et obtient son brevet le 9 octobre 1943. Georges d'Oultremont, a été formé, quant à lui, pour une autre mission, la Mission Ormonde qui deviendra son indicatif.

#### Mission Ormonde

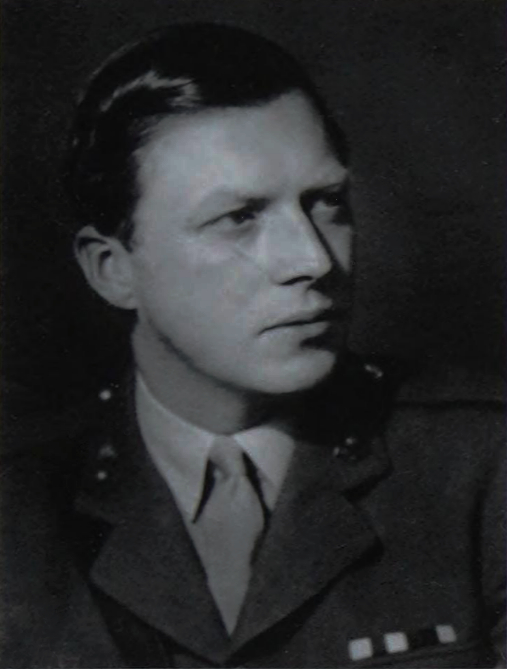
Airey Neave responsable au MI9 planifie la Mission Ormonde avec Georges d'Oultremont.

Airey Neave, constatant qu'il est de plus en plus risqué pour les hébergeurs et les passeurs du réseau Comète d'organiser des exfiltrations terrestres, souhaite mettre en place dans la région de Reims un terrain susceptible d'accueillir des atterrissages de Lysanders, ces avions robustes et non armés capables d'atterrir sur de très courtes distances. Cette initiative permettrait de venir ainsi en appui du réseau Possum d'Edgard Potier et du réseau Comète d'Andrée De Jongh. Georges d'Oultremont a été spécialement formé pour pouvoir identifier de tels terrains et transmettre ses coordonnées et sa description de manière codée. Son radio, Conrad Lafleur a été lui aussi formé à ce codage et à sa transmission. Outre le fait de trouver un terrain, « Ormonde » devra également nouer le contact avec Jean-François Nothomb et Jacques Le Grelle à Paris pour organiser l'articulation avec la mission Ormonde et assurer la direction de Possum en l'absence d'Edgard Potier, rappelé à Londres. La mission est planifiée pour le 21 octobre 1943.
Le 19, Airey Neave organise une fête au club de l'ambassade belge de Londres en l'honneur de Georges d'Oultremont et de Conrad Lafleur. Airey Neave confie que Georges d'Oultremont était un personnage assez exhubérant, il n'avait pas hésité à grimper sur une table pour se pendre au lustre. La fête se termine tard dans la nuit et vers 3 heures du matin, ils rentrent à Pelham Crescent ignorant du fait que dans une poignée d'heures, 11 membres du réseau Comète seront exécutés au Tir national à Bruxelles dont le père Maréchal. Le lendemain, vers trois heures du matin, Georges d'Oultremont et Conrad Lafleur sont parachuté à Fismes, non loin de Reims qu'ils atteignent sans encombre. Ils disposent de faux-papiers français, Georges d'Oultremont s'appelle Laporte et est avocat. Conrad Lafleur établit rapidement le contact avec Londres pour transmettre le code informant Neave que l'opération s'est bien déroulée.

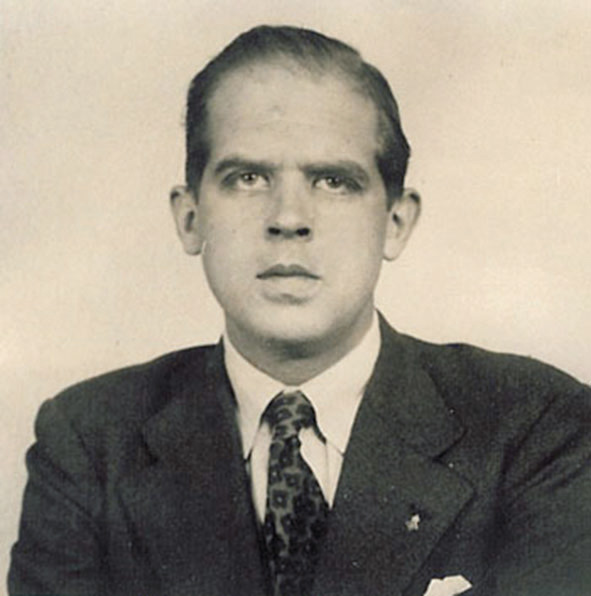
Jean de Blommaert, compagnon de régiment et ami de Georges d'Oultremont.

La mission débute, Georges recrute de jeunes filles susceptibles de servir de guides, établit le contact avec Comète à Paris et y trouve un banquier "accommodant" pour accepter son dépôt en espèce de 3 millions de Francs-français confié à George d'Oultremont par le MI9 pour financer l'opération. Son adjoint est beaucoup plus suspicieux et pense que d'Oultremont est un agent de la Gestapo par chance, un agent du SOE connaissant Georges d'Oultremont et le banquier peut rapidement lever tous soupçons. Ceci se termine pour nos quatre protagonistes dans un restaurant belge de la capitale. Georges d'Oultremont se met ensuite en quête d'un terrain d'atterrissage. Il en trouve un, à Coucy-le-Château, offrant toutes les caractéristiques requises. Conrad Lafleur transmet à Londres et la Royal Air Force dépêche un avion de reconnaissance qui photographie le lieu qui est ensuite validé par le MI9. Deux Picks-up sont organisés sur ce terrain permettant de rapatrier 5 aviateurs.
Le War Office ne voyait cependant pas ces exfiltrations aériennes d'un bon œil, ce qui explique que peu d'opérations de ce type ont eu lieu durant la Seconde Guerre mondiale.
La nuit du 20 au 21 décembre 1943, Jean de Blommaert et son radio, Willy Lemaître, « London », ainsi qu'Edgard Potier qui avait été rappelé à Londres, montent à bord d'un Halifax pour être parachutés dans la région de Dhuizel au nord-ouest de Fismes. Georges d'Oultremont commande l'équipe au sol chargée de les réceptionner. Le champ sur lequel ils doivent se poser est jonché d'une multitude de tas de fumier. Georges d'Oultremont témoigne : « Allant d'un petit tas de fumier à un autre, je criais sourdement le mot de passe « Marie-Louise » auquel Jean devait me répondre « Napoléon ». J'avais adressé mon appel une quantité de fois, toujours sans résultat, quand tout à coup, dans un taillis au bord du champ s'élève une voix chaleureuse qui me dit : « Mais Georges, tais-toi, on n'entend que toi ici ». Heureusement le retour se fit sans difficulté et les retrouvailles se firent silencieusement et joyeusement ».
Le 21 décembre 1943, Jean de Blommaert et Georges d'Oultremont, se rendent à Paris où ils restent plusieurs jours. Ils rencontrent Virginia d'Albert-Lake et son mari Philippe, tous deux membres du réseau Comète. Le 24, ils assistent, à l'église de la Madeleine, à la Messe de Minuit avancée à 17 h en raison du couvre-feu. Le lendemain, jour de Noël, Edgard Potier, Georges d'Oultremont et Jean de Blommaert se rencontrent à Paris pour coordonner leurs actions.
Le 25 décembre 1943, Georges d'Oultremont rencontre Jean-François Nothomb et Jacques Le Grelle à Paris puis part en mission en province.

#### Arrestations à Reims et à Paris

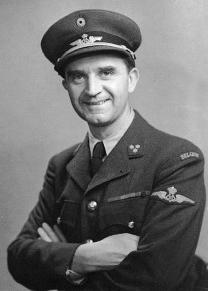
Edgard Potier, le chef de la Possum line (ici en 1942).

Edgard Potier, quant à lui, se rend ensuite à Reims où il rejoint le radiotélégraphiste, Conrad Lafleur. Le 28 décembre 1943, Potier et Lafleur, au 161 de la rue Lesage où se trouve leur matériel, tentent d'entrer en contact avec Londres lorsque la Gestapo fait irruption. Conrad Lafleur abat l'un des agents et en blesse deux autres en jetant une grenade dans le couloir pour couvrir leur fuite. Ils parviennent à s'enfuir mais sont contraints de laisser sur place l'émetteur, les codes et des documents compromettant qui permettront à la Gestapo de démanteler l'ensemble du réseau Possum dans la région de Reims conduisant à l'arrestation d'une soixantaine de personnes au premier rang desquelles, Edgard Potier, chef du réseau Possum, qui sera arrêté le lendemain. Torturé, il se suicide à la prison de Reims pour ne pas avoir à parler.
Georges d'Oultremont n'apprend la nouvelle de l'arrestation de Potier qu'à son retour à Paris, le 3 janvier 1944. Le 16 janvier 1944, Jacques Le Grelle est arrêté et Jean-François Nothomb le lendemain. Début février 1944, trop exposé, Georges d'Oultremont est rappelé à Londres. Il quitte Paris, le 10 février 1944 mais est arrêté par la guardia civil franquiste à Ochagavía le 18 février et reste détenu jusqu'au 20 mars lorsque, grâce à l'intervention diplomatique de Michael Creswell (en), il est libéré.
George d'Oultremont écrit dans ses mémoires : « Un matin, Michael Creswell est apparu et m'a immédiatement pris dans sa voiture pour me conduire à Madrid jusqu'à un petit hôtel Medroda. Quelle différence avec mon premier passage où j'étais un peu comme un clandestin - maintenant je pouvais sortir - et j'ai rencontré mon grand ami Albert Greindl qui était sur le point d'entrer en France après les Pyrénées. Nous avons échangé nos chapeaux. Albert sera bientôt arrêté dans les montagnes, grâce à un traître, et emmené à la prison de Fresnes ... il sera violemment torturé et finalement, par un grand hasard, à la libération de Paris, il sera oublié par les Allemands (Georges d'Oultremont - mémoires d'Oultre-Bombes). »
Puis il est confié à Donald Darling à Gibraltar où Georges rencontre Gérard Greindl, un autre frère d'Albert et Jean qui est pilote et qui doit se rendre en Angleterre le lendemain. Il accepte volontiers de prendre Georges d'Oultremont à son bord. Il arrive à Londres, le 9 avril 1944.

#### Après le débarquement

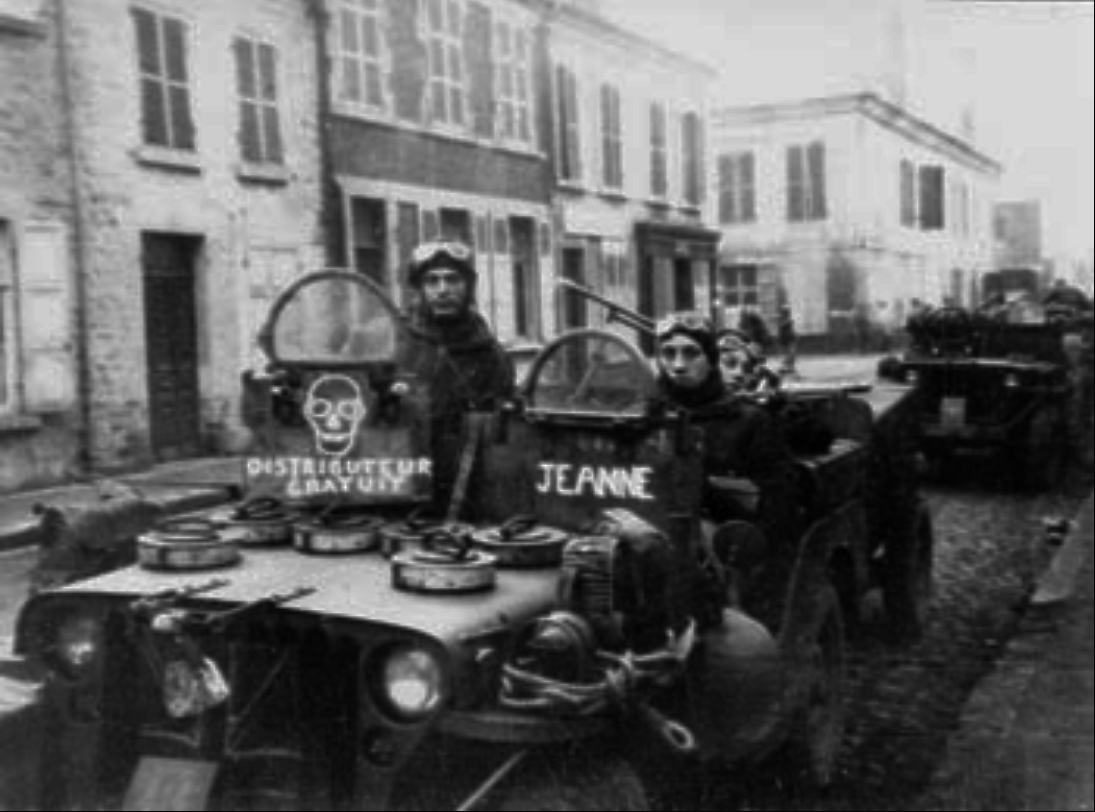
L'escadron SAS de Blondeel était composé de 130 hommes répartis dans 40 Jeeps blindées

On lui confie à nouveau une mission en Normandie qui devait durer du 30 juin 1944 au 30 septembre 1944 comme retriever à Bayeux mais c'est un échec et il est rappelé en Angleterre en juillet. Il décide alors de s'enrôler dans le Special Air Service et rejoint les agents parachutistes belges du 5e régiment de SAS . Il est sous les ordres du capitaine Eddy Blondeel à Fairford. Chef de section d'une jeep blindée de reconnaissance, il est parachuté dans la région de Gedinne, le 28 août 1944. Son unité est dans la région de Tellin et de Bure du 23 décembre 1944 au 13 janvier 1945 pendant la bataille des Ardennes. Il prend part à la libération des Pays-Bas et son unité est la première à atteindre la Baltique, il combat ensuite en Allemagne jusqu'au 8 mai 1945.

### Après la guerre
Georges d'Oultremont épouse Marie du Roy de Blicquy (1925-1971) à Ixelles en 1946. Expert immobilier pour une agence hutoise, il s’installe dans une aile du château paternel à Oteppe. Le couple a huit enfants. Exploitant agricole et forestier sur ses terres, il fut aussi bourgmestre de son village pendant 27 ans. Ayant vendu le château d’Oteppe en 1962, il déménage avec sa famille au Bois d’Hautmont (Wauthier-Braine), propriété de son épouse. Il exercera alors la profession d’agent immobilier chez Bernheim-Outremer à Bruxelles jusqu’en 1985. Immobilisé à la suite d'un accident en cueillant ses pommes, il rédige ses mémoires en 1991.

## Ouvrage
- Comte Georges d’Oultremont, Souvenirs d’Oultre-Bombes (1991), Gentinnes, BO éditeur, mai 2020, 137 p.

## Reconnaissances
- Officier de l'Ordre de Léopold ;
- Officier de l'Ordre de la Couronne avec Palmes ;
- Chevalier de l'Ordre de Léopold II avec Palmes ;
- Croix de Guerre 40-45 avec Tour ;
- Croix des évadés 1940-1945 ;
- Médaille de la Résistance française ;
- Ordre de l'Empire britannique ;
- Croix militaire (Royaume-Uni) ;
- Médaille militaire (Royaume-Uni) ;
- Croix de guerre (Luxembourg) ;
- Médaille de la Liberté avec palme de bronze.